# Andrena kondarensis
Andrena kondarensis là một loài Hymenoptera trong họ Andrenidae. Loài này được Osytshnjuk mô tả khoa học năm 1982.